# Wekufe
Il wekufe, noto anche come huecufe, wekufü, watuku, huecufu, huecubo, huecubu, huecuvu, huecuve, huecovoe, giiecubu, güecubo, güecugu, uecuvu o güecufu; è un tipo di demone o spirito maligno nella mitologia Mapuche. La parola wekufe deriva dalla parola Mapudungun wekufü che significa "demone". 

## Concetto
Nella lingua Mapuche, Mapudungun, la parola wekufe può essere attribuita a chiunque dica bugie o sia ingannevole. Solo dopo l'arrivo del cattolicesimo, quando il popolo mapuche ha acquisito il concetto di male, la parola è stata associata ai demoni.
Da allora l'idea alla base del wekufe si è ampliata fino a comprendere molteplici significati, sia come soggetto, qualità o agente a seconda del punto di riferimento dell'oratore o della situazione in cui viene utilizzato. La parola è generalmente usata come nome generico per descrivere creature della mitologia Mapuche che di solito hanno intenzioni dannose nei confronti degli esseri umani. 
Questi esseri possono avere corpi solidi e materiali, corpi evanescenti simili a fantasmi o essere entità extracorporee simili a spiriti. Essi proiettano o hanno origine nell'energia del wekufe, che si caratterizza per la sua propensione a disturbare e/o distruggere l'equilibrio dell'ordine naturale del mondo. In questo modo causano malattie, distruzione, morte e altre calamità tra i Mapuche. I wekufe sono spesso erroneamente paragonati a esseri con caratteristiche simili, come i gualichu o i demoni della mitologia greca o di altre mitologie. 
I missionari che seguirono i conquistadores spagnoli in America interpretarono in modo errato le credenze mapuche sia per quanto riguarda i wekufe che i gualichu. Usavano la parola wekufe come sinonimo di idee del diavolo, dei demoni e di altre forze malvagie o diaboliche. Ciò ha causato un'incomprensione del simbolismo originale e ha cambiato l'idea del wekufe fino ai giorni nostri, anche tra il popolo Mapuche. 

## La leggenda del wekufe
Le leggende Mapuche dicono che i wekufe provengono da Minchenmapu, che si trova a ovest, oltre il Mapu (la parola Mapuche per terra, anche se in questo caso si riferisce alla terra descritta dalla tradizionale visione del mondo Mapuche). Questi esseri hanno avuto origine dalle forze o dalle energie che disturbano e/o distruggono l'ordine naturale del mondo. A differenza di altri esseri viventi o spiriti che possiedono un'anima propria, i wekufes sono senz'anima. 
I wekufee sono entrati nel mondo Mapu come conseguenza della mitica battaglia tra gli spiriti Pillán, che ha portato alla rottura dell'Admapu (sistema di regole che definiscono il comportamento dei Mapuche) e alla distruzione della perfetta armonia dei Wenumapu (mondo del bene). Questa battaglia ha anche sconvolto la terra di Minchenmapu permettendo ai wekufes e ai Laftraches, che in precedenza vi erano stati confinati, di fuggire e vagare per i Mapu e vivere nel Mag Mapu (il mondo del male, a ovest di Mapu). I più noti wekufe sono il Trelke-wekufe e Canillo, entrambi potenti wekufe con la capacità di trasformarsi in forma solida.

### Rapporto con i kalku
I Mapuche credono che molti wekufe si lascino manipolare dai kalku (stregoni mapuche, equivalenti a streghe o maghi che lavorano con la magia nera), che li usano come mezzo mistico per ottenere il potere. I wekufe permettono ai kalkusdi usarli per causare la malattia o la morte di alcune persone scelte. Si dice che un kalku potente erediterà uno spirito wekufe da un antenato che era anche un kalku. Tuttavia, per poter usare un wekufe, un kalku deve diventare volontariamente il servo del wekufe.
Per utilizzare un wekufe per far ammalare qualcuno, un kalku deve introdurre il wekufe nel corpo della vittima. Questo si ottiene generalmente utilizzando un piccolo frammento di legno, o paglia, o parte del corpo di una lucertola, o direttamente attraverso un attacco da parte di forme fantasma o spiriti disincarnati che dirigono l'energia dirompente del wekufe verso la vittima.

### Rapporto con i morti
I wekufe hanno anche il potere di catturare e schiavizzare il pillú (spirito del defunto recentemente scomparso che è riluttante a lasciare il suo corpo) prima che si trasformi in un alwe (spirito più maturo). Un kalku può anche approfittare di questo potere utilizzando un wekufe come mezzo per intrappolare un pillú. Una volta intrappolato un pillú può essere usato anche per fare del male ad altre persone. 

### Rapporto con gli spiriti antichi
I wekufes possono anche essere controllati dagli spiriti Pillán e Ngen, o almeno questi spiriti permetteranno ai wekufe di danneggiare un Mapuche se hanno infranto una delle regole dello spirito: comportarsi male, non eseguire il rituale del guillatún (una forma di preghiera che ringrazia gli spiriti per la loro beneficenza, chiedendo il benessere, ecc.), deridere o non credere a un Machi (sciamano mapuche), o soprattutto non rispettando le leggi dell'admapu.

### Protezione e cura
Nella tradizione mapuche una persona che ha un wekufe nel corpo si chiama kalüleluuk'len. La cerimonia del machitún deve essere eseguita per cacciare il wekufe.